# Trò chơi gợi cảm

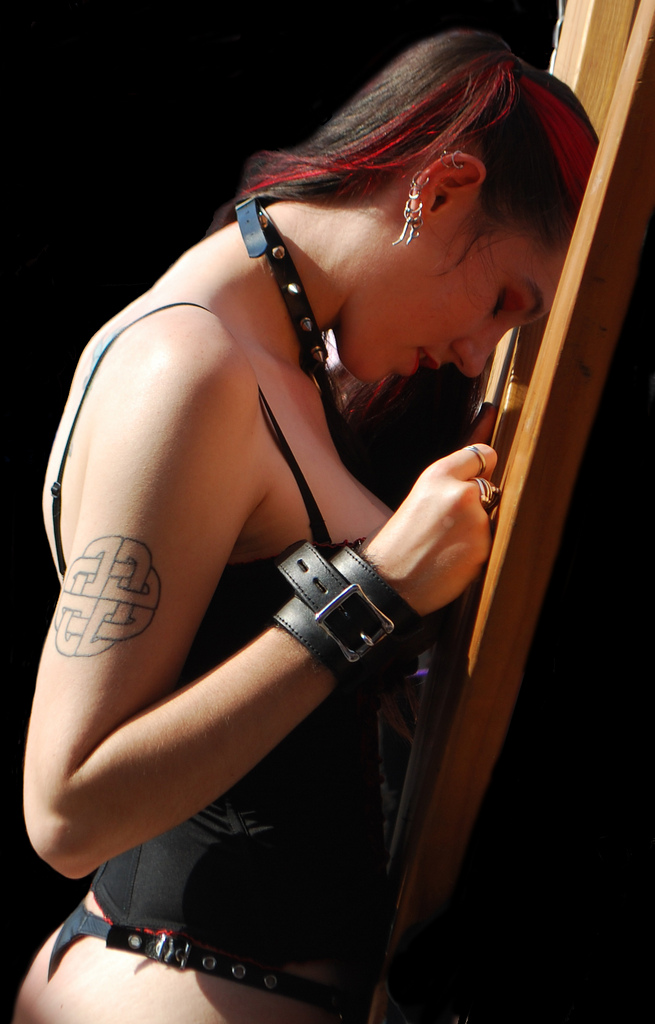
Trò chơi gợi cảm trong bối cảnh BDSM

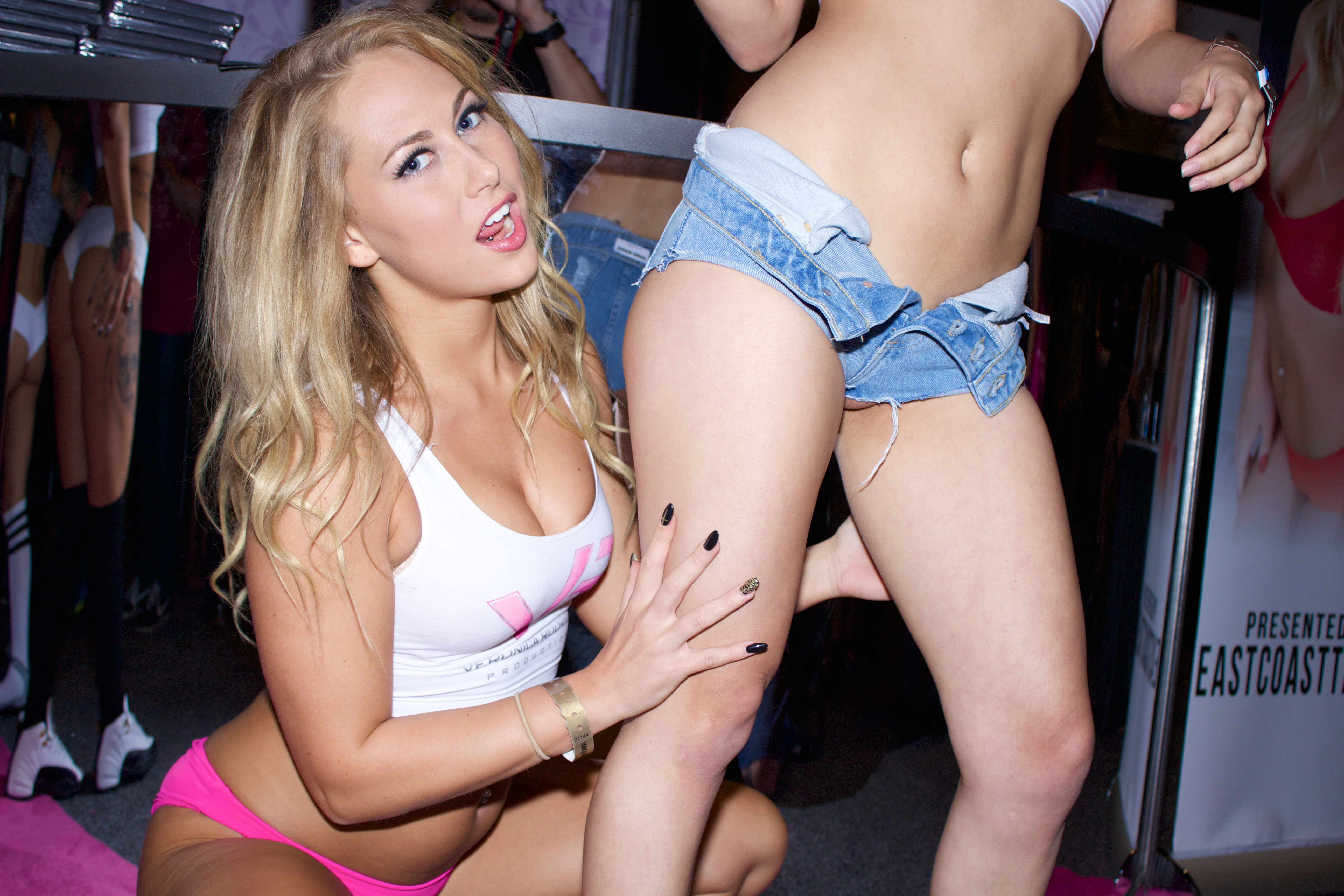
Hai người nữ đang chơi trò gợi cảm

Trò chơi gợi cảm (Sensual play) hay còn gọi là trò chơi cảm giác (Sensation play) là hành vi kích thích các giác quan theo nhiều cách khác nhau để tăng cường khoái cảm khiêu dâm và tạo ra cảm giác nhục dục (Sensuality). Nó nhằm mục đích mang lại cảm giác khoái cảm và kích thích cho đối tác, thường là trong một tương tác thân mật (gần gủi thể xác), chẵng hạn như cù lông có thể làm tăng cảm giác tình dục. Trò chơi nhục dục bằng những hoạt động tập trung vào việc kích thích các giác quan (thị giác, thính giác, xúc giác, vị giác, khứu giác) để tăng cường khoái cảm, sự hưng phấn và trải nghiệm gợi cảm, thường là trong bối cảnh tương tác thân mật giữa những người trưởng thành có sự đồng thuận. Đó chính là việc sử dụng các giác quan theo những cách khác nhau để tạo ra cảm giác thú vị và hưng phấn, dẫn đến khoái cảm tình dục hoặc tăng cường sự gần gũi. Mục đích chính của "trò chơi gợi cảm" là khám phá và trải nghiệm khoái cảm thông qua các giác quan, làm phong phú thêm đời sống tình dục và sự kết nối giữa các đối tác. 
Đây còn là một thuật ngữ trong cộng đồng BDSM (Bondage, Discipline, Dominance/submission, Sado/masochism) và các hoạt động tình dục đồng thuận khác, dùng để chỉ các hoạt động nhằm mục đích kích thích và khám phá các giác quan của cơ thể (ngoài giác quan tình dục thông thường) để tạo ra khoái cảm, cảm giác mạnh hoặc những trải nghiệm độc đáo. Nó là một phần của BDSM và đề cập đến việc sử dụng các kích thích phi tình dục để tạo ra những cảm giác mạnh mẽ trên cơ thể, nhằm mục đích khoái cảm hoặc trải nghiệm cảm xúc. Mục tiêu chính không nhất thiết là đạt cực khoái trực tiếp, mà là tập trung vào việc tạo ra các cảm giác vật lý đa dạng và mãnh liệt, có thể từ dễ chịu đến hơi đau đớn, nhưng luôn trong giới hạn đồng thuận và an toàn. Ngược lại với các hình thức tinh thần của trò chơi khiêu dâm như trao đổi quyền lực hoặc nhập vai tình dục, trò chơi gợi cảm thường dễ chịu và nhẹ nhàng, cố tình kích thích năm giác quan để khám phá khoái cảm, do đó dẫn đến sự kích thích tình dục mãnh liệt hoặc cực khoái.

## Các hành vi

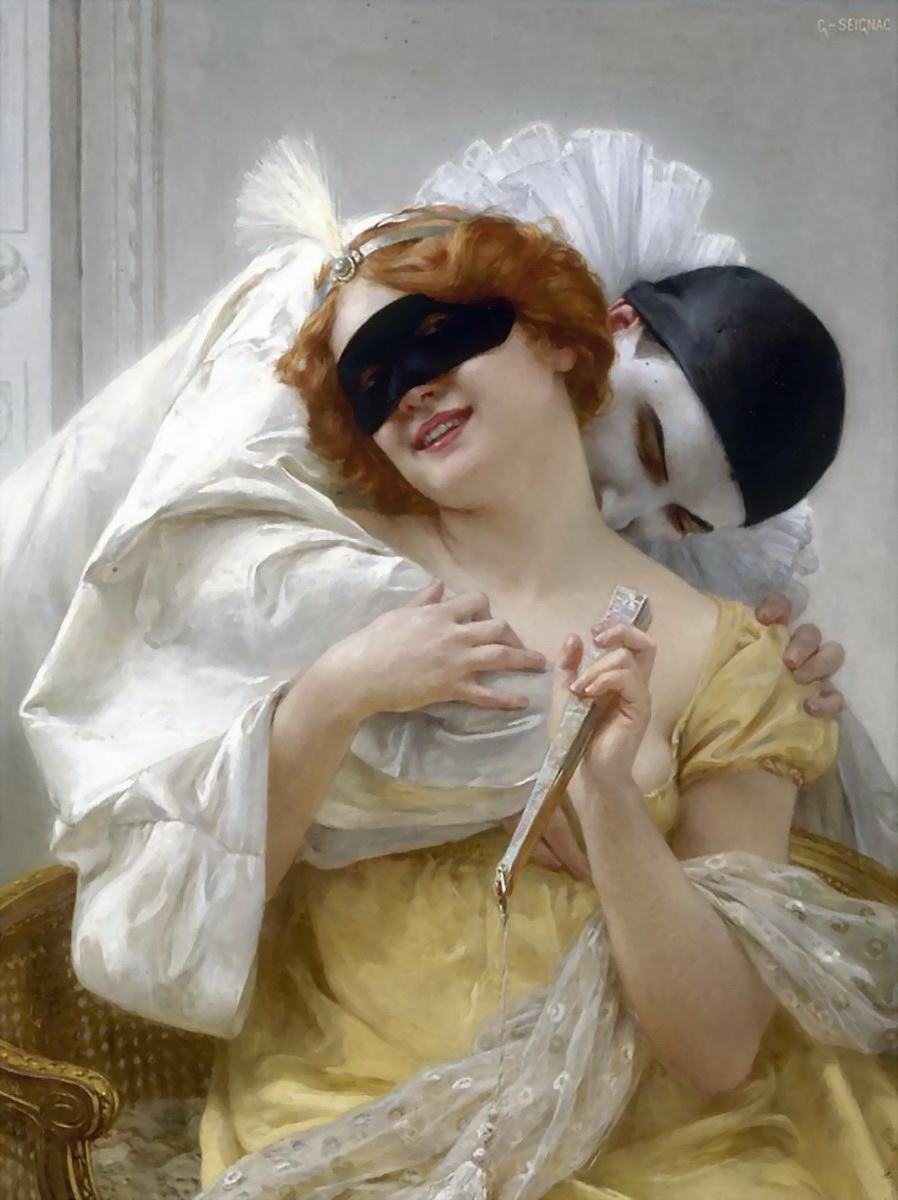
Hoạ phẩm về nam nhân hôn vùng cổ của thiếu nữ

Các hoạt động trong "trò chơi gợi cảm" có thể rất đa dạng, từ những cử chỉ nhẹ nhàng như:
- Bịt mắt: Để tăng cường các giác quan khác như xúc giác hoặc thính giác. Hai đối tác khám phá các cảm giác khi hôn hoặc các cử chỉ thân mật khác trong khi bị bịt mắt, tăng cường sự nhạy cảm của các giác quan còn lại.
- Sử dụng kết cấu lạ: Sử dụng lông vũ, lụa, đá lạnh, hoặc sáp nến chảy (loại an toàn cho da) để tạo ra các cảm giác khác nhau trên da. Chạm vào da bằng lông vũ, lụa, hoặc da để tạo ra những cảm giác xúc giác độc đáo. Sử dụng các dụng cụ không thường dùng trong bối cảnh tình dục, chẵng hạn như bàn chải đánh răng bằng điện. Những vật phẩm này có thể được gọi là vật phẩm biến thái (Pervertibles) trong cộng đồng BDSM.
- Mùi hương hoặc âm nhạc: Để tạo không khí và kích thích cảm xúc.
- Cắn nhẹ, véo, hoặc các hình thức kích thích áp lực nhẹ để tạo cảm giác mạnh mẽ hơn, chẵng hạn như cắn nhẹ núm vú. Cắn và cào gây ra cảm giác đau nhẹ hoặc mạnh hơn trên da, trong giới hạn đồng thuận.
- Cù léc gợi cảm: Cù léc một cách tinh tế để tạo cảm giác hưng phấn.
- Thổi hoặc thở trên da: Tạo ra cảm giác rùng mình hoặc nóng bỏng nhẹ trên da[4].
- Thì thầm hoặc hôn tai[5]: Kích thích vùng tai nhạy cảm bằng âm thanh và tiếp xúc.
- Thân mật trong bồn tắm hoặc spa[6]: Tận dụng nước, nhiệt độ và không gian thư giãn để tăng cường trải nghiệm gợi cảm.
- Hôn vùng cổ, liếm hoặc cắn nhẹ vùng cổ[7]: Kích thích vùng cổ vốn rất nhạy cảm.